# Ghiacciaio Meander
Il ghiacciaio Meander è un ghiacciaio lungo circa 50 km situato nella parte nord-occidentale della Dipendenza di Ross, nell'Antartide orientale. Il ghiacciaio Meander, il cui punto più alto si trova a circa 2200 m s.l.m., si trova nell'entroterra della costa di Borchgrevink, nella parte nord-occidentale delle dorsale dell'Alpinista, dove fluisce verso sud-est a partire dal versante sud-orientale del nevaio Hercules, dove circonda la cresta Hobble, scorrendo tortuosamente all'interno della catena montuosa, dividendola di fatto longitudinalmente, per poi virare verso nord e andare ad unire il proprio flusso a quello del ghiacciaio Mariner, nei pressi della scogliera Engberg.

## Storia
Il ghiacciaio Meander è stato così battezzato dai membri della spedizione neozelandese di ricognizione geologica antartica svolta nel 1962-63, in virtù della sua forma, in inglese, infatti, "meander" significa "meandro".